# Vladimír Syrovátka
Vladimír Syrovátka-Rus (ur. 19 czerwca 1908 w Zdołbunowie, zm. 14 września 1973 w Pradze) – kajakarz, kanadyjkarz. W barwach Czechosłowacji złoty medalista olimpijski z Berlina.
Zawody w 1936 były jego jedynymi igrzyskami olimpijskimi. Triumfował w kanadyjkowej dwójce na dystansie 1000 metrów, partnerował mu Jan Brzák. Po olimpiadzie zakończył karierę sportową.